# Новоівановський 3-й
Новоіва́новський 3-й (рос. Новоивановский 3-й) — селище у складі Чебулинського округу Кемеровської області, Росія.
Стара назва — Підгорний.

## Населення
Населення — 94 особи (2010; 98 у 2002).
Національний склад (станом на 2002 рік):
- росіяни — 93 %